# Dolichopeza candidipes
Dolichopeza candidipes är en tvåvingeart som först beskrevs av Alexander 1921.  Dolichopeza candidipes ingår i släktet Dolichopeza och familjen storharkrankar. Inga underarter finns listade i Catalogue of Life.